# Великі битви богів
«Вели́кі Би́тви Богі́в» — одногодинний щотижневий міфологічний телесеріал, який вперше транслювався 3 серпня 2009 року на каналі History. У ньому йшлося про багатьох грецьких та скандинавських богів, чудовиськ та героїв, включаючи Гадеса (Аїда), Геркулеса, Медузу, Мінотавра, Одісея та Зевса.

## DVD/Blu-Ray
Великі Битви Богів: Повний 1-й сезон на DVD вийшов 16 лютого, 2010 року. Blu-Ray версія вийшла 15 березня, 2010 року.

## Список епізодів
| № епізоду | Назва епізоду                                                  | Вийшов в США     |
| --- | -------------------------------------------------------------- | ---------------- |
| 1 | «Зевс (англ. «Zeus»)»                                          | 3 серпня, 2009   |
| 2 | «Геркулес (англ. «Hercules»)»                                  | 10 серпня, 2009  |
| Геркулес, найсильніша людина на землі, у запалі гніву вбиває усю свою сім'ю. Аби спокутувати свій гріх, він повинен здійснити 12 подвигів |                                                                |                  |
| 3 | «Аїд (англ. «Hades»)»                                          | 17 серпня, 2009  |
| Аїд — господар потойбіччя та володар мертвих душ. Ця серія розповідає про те, як він прийшов до влади, чому його так боялися, та як греки уявляли собі буття після смерті |                                                                |                  |
| 4 | «Мінотавр (англ. «Minotaur»)»                                  | 24 серпня, 2009  |
| Мінотавр — напівлюдина-напівбик, що жив у лабіринті під палацом царя Міноса і харчувався людським м'ясом. Кожні дев'ять років в Атенах обирали сім юнаків та юнок, щоб принести йому у жертву. Так тривало доти, доки один відважний герой на ім'я Тезей не пройшов лабіринт та не вбив чудовисько                                                        |                                                                |                  |
| 5 | «Медуза (англ. «Medusa»)»                                      | 31 серпня, 2009  |
| Колись Медуза була прекрасною й служила жрицею у храмі Атени, але одного дня Посейдон зґвалтував жрицю, порушивши цим її обітницю цнотливості. Не бажаючи покарати Посейдона, богиня виливає свою лють на Медузу й перетворює ту на таке страшне чудовисько, що будь-хто від погляду в її очі перетворювався на камінь. Врешті-решт Медузу переміг Персей |                                                                |                  |
| 6 | «Одисей: Прокляття Морів (англ. «Odysseus: Curse of the Sea»)» | 14 вересня, 2009 |
| Одісей, король острова Ітака, залишав свою дружину й сина, щоб взяти участь у Троянській Війні. Після знищення Трої, він намагається повернутися додому, але для цього Одісею доводиться долати багато різних перешкод. Йому вдалося перемогти циклопів у Сицилії, але циклоп Поліфем попросив свого батька, Посейдона, проклясти Одісея (Далі буде)      |                                                                |                  |
| 7 | «Одисей: Помста Воїна (англ. «Odysseus: Warrior's Revenge»)»   | 21 вересня, 2009 |
| Одісей продовжує свою подорож через хаотичне море, зустрічаючи на своєму шляху чародійок, морських химер та навіть саму смерть, аби добратися до своєї дружини та не допустити, щоб її було силоміць видано за іншого |                                                                |                  |
| 8 | «Беовульф (англ. «Beowulf»)»                                   | 28 вересня, 2009 |
| Сага про скандинавського Беовульфа та його битви із велетнем Ґренделем та іншими чудовиськами |                                                                |                  |
| 9 | «Монстри Толкієна (англ. «Tolkien's Monsters»)»                | 5 жовтня, 2009   |
| Серія про трилогію Дж. Р. Р. Толкіна «Володар Перснів» та про те, як реальне життя вплинуло на неї |                                                                |                  |
| 10 | «Тор (англ. «Thor»)»                                           | 12 жовтня, 2009  |
| Розповідь про скандинавського бога Тора |                                                                |                  |

## В Україні
В Україні серіал вперше демонструвався на телеканалі Мега у 2012 році.